# Iouri Dimitrine
Iouri Dimitrine (en russe : Юрий Георгиевич Димитрин), né le 20 mars 1934 et mort le 15 janvier 2020, est un dramaturge russe, librettiste, écrivain, professeur.

## Biographie
Iouri Dimitrine porte également le nom de Mikhelson,. Il est diplômé de l'Institut national de technologie de Saint-Pétersbourg depuis 1957. Il s'essaye d'abord au journalisme, à la littérature, à la dramaturgie. En 1964, il dirige la partie littéraire des productions de l'Académie des arts du théâtre de Saint-Pétersbourg et le théâtre de la jeunesse de Krasnoïarsk. Puis il devient rédacteur de la chaine de télévision de Leningrad « Horizon ». Il publie comme critique théâtrale dans des revues et des journaux.
Depuis 1966, Dmitrine s'est tourné vers le genre du théâtre dramatique musical. Ses livrets et traductions de scripts présentent de nouvelles versions de l'opéra classique et de l'opérette qui le font connaître et apprécier par le public amateur de théâtre musical. Il a créé les livrets de plus de soixante-dix pièces ainsi que soixante spectacles musicaux qui ont été présentés dans des dizaines de villes de Russie. Il a aussi présentés des opéras étrangers de style classique : La finta giardiniera de W. A. Mozart, Didon et Enée de Henry Purcell, Adriana Lecouvreur de Francesco Cilea, Il signor Bruschino de Gioachino Rossini et d'autres encore. D'abord sur les scènes russes accompagnés de livrets traduits ou de nouvelles versions.
Ensemble avec le compositeur Alexander Zhurbin (en), Dimitrine crée le premier opéra-rock russe sur le thème d'Orphée et Eurydice. Créé en 1975, cet opéra-rock a été représenté plus de deux mille cinq cents fois (en ce compris les représentations hors de Russie) et continue d'être proposé à l'affiche. En 1982, il crée une nouvelle version de la trilogie de Sergueï Taneïev l'Oresteïa. Parmi ses dernières œuvres théâtrales on peut citer le livret de l'opéra d'Alexandre Smelkov Les Frères Karamazov du romancier Fiodor Dostoïevski (représenté en 2008 sur la scène du Théâtre Mariinsky), les opéras L'Idiot (compositeur A. Smelkov), l'opéra L'évangile selon Judas (compositeur Piotr Hekker).
En 2000 il crée un site « Le livret en rêve et en réalité » qui présente la profession de librettiste et un panorama des problèmes liés à cette profession, son histoire et ses perspectives d'avenir. C'est la première fois que des cours sur ce sujet sont donnés à l'Académie des arts du théâtre de Saint-Pétersbourg. Il écrit et édite des articles sur la dramaturgie du librettiste.

## Liste des œuvres pour le théâtre
(juin 2020).

### Livret d'opéra[3]
- Cruauté, musique de Boris Kravtchenko (1968)
- Intervention, musique de V. A. Ouspenski (1970)
- L'opéra basé sur le roman Le Maître et Marguerite (musique de Sergueï Slonimski, metteur en scène Vitali Fialkovski (1969))
- Didon et Énée, musique d'Henri Purcell (1973)
- « Ésope » musique de Boris Archimandritov (1974)
- « Carmen (opéra) » musique de Georges Bizet (1972-2000)
- « Lo speziale (Haydn) » musique Joseph Haydn (1975)
- « La finta giardiniera » Musique de W.A. Mozart (1977)
- « Pagliacci » musique de Ruggero Leoncavallo (1977)
- « Le campanile » musique de Gaetano Donizetti (1978)
- « Bastien und Bastienne » musique de W. A. Mozart (1980)
- « Le séducteur amoureux » musique de Joseph Haydn (1981)
- « Les Contes d'Hoffmann » musique de Jacques Offenbach (1981)
- « L'enlèvement de Lucretia » musique de Benjamin Britten (1982)
- « Adriana Lecouvreur » musique de Francesco Cilea (1982)
- « Le mariage secret » musique de Domenico Cimarosa (1984)
- « Oresteïa (Taneïev) » musique de Sergueï Taneïev (1984-1996)
- « Rita » musique de G. Donizetti (1985)
- « Don Quichotte » musique de Jules Massenet (1986)
- « Credo » musique de Valeri Pigouzov(1986)
- « Cavalleria rusticana » musique de Pietro Mascagni (1989)
- « Piège pour Koche » musique de A. Smelkova (1996)
- « Les Joueurs » (Pièce éponyme de Nicolas Gogol), musique de Dmitri Chostakovitch (1977)
- « Ordre et désordre théâtral » musique G Donitsetti (1999)
- « Opéra Tzigane » musique de Vladimir Ousinovski (1999)
- « Il signor Bruschino » musique de Gioachino Rossini (2000)
- « L'elisir d'amore » musique de Gaetano Donizetti (2001)
- « Pierre Ier le Grand » musique Gaetano Donizetti (2003)
- « Chambre № 7 » musique Gaetano Donizetti (2006)
- « Les Frères Karamazov » musique de A Smelkov (2008)
- « Monde lunaire » musique de Joseph Haydn (2012)

### Livret d’opérette
- « Le chevalier à la barbe grise » musique de Jacques Offenbach (1973)
- « Comtesse Maritza » musique d'Emmerich Kálmán (1982)
- « Promesses » musique de Vadim Bibergan(1987)
- « Trial by Jury » Gilbert et Sullivan (1996)
- « Ball im Savoy » musique Paul Abraham (1996)
- « Amour tzigane » musique de Franz Lehár (2003)
- « Baïadera » musique d'Emmerich Kálmán (2004)
- « Der Zigeunerbaron » musique de Johann Strauss(2004)
- « Princesse Czardas » musique d'Emmerich Kálmán (2005)
- « L'Oiseleur » musique de Carl Zeller (2008)
- « La violette de Montmartre » musique de Emmerich Kálmán (2009)

### Livret d'opéra-rock et de comédies musicales
- « Orphée et Euridice » musique de Alexander Zhurbin (1975)
- « Légende flamande (opéra-rock)» (ensemble avec Kim Yuliy Chersanovich) musique de Romouald Grinblat (1978)
- « Il est difficile d'être dieu ( opéra rock) » (ensemble avec Viatcheslav Verbine)(1990)
- « Mascarade (opéra-rock) » musique de Igor Rogaliov (2000)
- « Beaumarchais et compagnie opéra-rock » musique de Marc Samoïlov (2010)

### Production pour la dramaturgie
- « Kysia » (2000)
- « Étonnant Bokkatcho »(2001)
- « Le brave soldat Chveik à l'asile »(2002)

## Ouvrages
- (ru) I Dmitrine /Димитрин Ю., On ne peut pas deviner/Нам не дано предугадать, Saint-Pétersbourg, «Северный олень»,‎ 1997, 110 p. (ISBN 5-87388-039-5, présentation en ligne).
- (ru) I Dmitrine /Димитрин Ю., Aventures du libretiste/Похождения либреттиста, Saint-Pétersbourg, ООО «Агентство «Информационные ресурсы»,‎ 2009, 168 p. (présentation en ligne)
- (ru) I Dmitrine/Димитрин Ю., Livret, histoire, création, technologie/"Либретто: история, творчество, технология (Учебное пособие в жанре эссе), Saint-Pétersbourg, «Композитор»,‎ 2011, 171 p. (ISBN 978-5-73790-548-4)
- (ru) I. Dmitrine/Димитрин Ю., « Carmen » в первый раз. Документальный роман, Moscou, Э.РА,‎ 2013 (ISBN 978-5-905693-83-0, lire en ligne)
- I Dmitrine /Димитрин Ю. Meilleurs Choix en cinq livres /Избранное в пяти книгах. — Édition Planette de la musique/Изд-во «Планета музыки», 2016.
  - Opéra d'après le roman de Dostoïevski/Оперы по романам Достоевского. — 224 с. —  (ISBN 978-5-8114-2194-7)
  - Musique. — 276 с. —  (ISBN 978-5-8114-2193-0)
  - Operette. — 340 с. —  (ISBN 978-5-8114-2192-3)
  - Opéra-bouffe/ Буфф-опера. — 308 с. —  (ISBN 978-5-8114-2191-6)
  - Recherches , articles, interview/ До самой сути. Исследования, статьи, интервью. — 300 с. —  (ISBN 978-5-8114-2195-4)